# Samuel Barron
Samuel Barron (28 november 1809 – 26 februari 1888) was een officier in de marine van de Verenigde Staten en de Geconfedereerde Staten van Amerika. Tijdens de Amerikaanse Burgeroorlog vertegenwoordigde hij de Zuidelijke staten in Europa.

## Jonge jaren en militaire loopbaan
Barron werd geboren op 28 november 1809 in Hampton (Virginia) als zoon van een marineofficier. Hij werd ingeschreven in de marine op 1 januari 1812 toen hij twee jaar was. Zijn vader was Samuel Barron Senior en bevelhebber van een marinebasis. In 1820 begon Barron aan zijn actieve loopbaan als adelborst. Op 3 maart 1827 werd hij benoemd tot luitenant. Tijdens de Mexicaans-Amerikaanse Oorlog werd hij op 15 juli 1847 bevorderd tot commander.
Tussen 1849 en 1853 was hij bevelhebber van de USS John Adams. In september 1855 werd Barron bevorderd tot kapitein en kreeg het stoomfregat USS Wabash onder zijn leiding. Dit commando duurde van 1858 tot 1859. In 1860 werd hij benoemd tot chef van het bureau of detail en equipment, een invloedrijke job binnen de marine. Na de eedaflegging van president Abraham Lincoln en de oplopende spanningen met de Zuidelijke staten werd Barron ervan verdacht om het United States Departement of the Navy over te nemen.

## Burgeroorlog
Nadat zijn thuisstaat Virginia zich in april 1861 had afgescheurd van de Unie, nam Barron ontslag uit de marine. Hoewel zijn ontslag werd geweigerd, nam hij toch een commando op bij de Virginia naval militia. Hij werd opnieuw de chef van het the Office of Naval Detail and Equipment, nu voor de Zuidelijke marine. Later zou hij helpen met het organiseren en bewapenen van de verdedigingswerken langs de kust.
Toen de marine van Virginia opging in de Zuidelijke marine, kreeg Barron de rang van commander in de Zuidelijk marine en werd hij op 10 juni 1861 benoemd tot chef van het Office of Orders and Details. Hij bleef op post tot 20 juli toen de Zuidelijke minister van marine Stephen R. Mallory het verzoek van Barron goedkeurde om bevelhebber te worden van de verdedigingswerken langs de kust van Virginia en North Carolina. Toen Barron op 28 augustus 1861 arriveerde in zijn hoofdkwartier in Fort Hatteras nam hij onmiddellijk de taak op zich om beide forten (Fort Hatteras en Fort Clarck) te verdedigen tegen de aanval van de Noordelijke viceadmiraal Silas H. Stringham. Tijdens de Slag bij Hatteras Inlet Batteries op 28 en 29 augustus werd Barron krijgsgevangen gemaakt nadat de Noordelijke beide forten hadden ingenomen. Hij werd opgesloten in Fort Columbus op Governors Island in de haven van New York. Daarna werd hij overgebracht naar Fort Warren in de haven van Boston. In 1862 werd hij vrijgelaten na een gevangenenruil.
In November 1862 nam Barron het bevel van de verdedigingswerken langs de kust in Virginia op zich. Korte tijd later werd hij naar Groot-Brittannië gestuurd om twee gepantserde schepen (Ironclads) te gaan ophalen. De CSS North Carolina en de CSS Mississippi werden daar gebouwd onder leiding van James D. Bulloch. Toen de schepen toch in beslag werden genomen door de Britse overheid, reisde Barron door naar Frankrijk. Vanuit Parijs werkte hij als vlagofficier voor de Zuidelijke marine. Hij was de contactpersoon tussen Zuidelijke marineofficieren, officieren van blokkadebrekers en kapers. Op 25 februari 1865 nam hij ontslag uit deze functie en keerde terug naar Amerika. Een maand later gaven de Zuidelijke staten zich over. Barron trok zich terug naar zijn huis in Essex County in Virginia. Hij werd boer en overleed op 26 februari 1888.